# Cessna Citation Columbus
Die Citation Columbus (auch Cessna 850) war als die jüngste Erweiterung der Flugzeugfamilie Citation des US-amerikanischen Flugzeugherstellers Cessna geplant. Das am 6. Februar 2008 vorgestellte Modell hätte eine Reichweite von über 4.000 Seemeilen (7.408 km) gehabt und wäre für bis zu zehn Passagiere ausgelegt gewesen.
Das Projekt wurde im Juli 2009 aufgrund der Finanzkrise und dem damit einhergehenden Nachfrageeinbruch nach Geschäftsflugzeugen eingestellt, nachdem es im April 2009 bereits gestoppt worden war. Bis zur Einstellung hatte Cessna mehr als 50 Mio. Dollar in das Projekt investiert.

## Geschichte
Das Programm wurde im Jahr 2006 erstmals vorgestellt. Am 23. Januar 2008 wurden vom Aufsichtsrat 780 Millionen Dollar freigegeben, um die neue Citation zu realisieren. Der Erstflug wäre für 2011 geplant gewesen, die Zulassung für 2013, die erste Auslieferung für 2014. Es lagen (Stand Oktober 2008) bereits 70 Bestellungen für die Columbus vor. Für die Produktion war in Wichita (Kansas) ein neues Werk in Planung.
Am 9. Juli 2009 verkündete Textron, der Mutterkonzern von Cessna, dass aufgrund der schlechten Auftragslage im Geschäftsflugzeugbereich die Entwicklung der Columbus eingestellt wird.
Die Columbus wäre das bisher größte Flugzeug des Herstellers und mit fast 7.500 km auch das mit der größten Reichweite gewesen, das schnellste Modell hingegen wäre die Cessna Citation X geblieben.

## Technische Daten

### Abmessungen
| Länge             | 23,47 m |
| Spannweite        | 24,38 m |
| Höhe              | 7,49 m  |
| Kabinenlänge      | 8,38 m  |
| Kabinenhöhe       | 1,85 m  |
| Kabinenbreite     | 2,08 m  |
| Gepäckraumvolumen | ?       |

### Allgemeine Angaben
| Passagiere     | 8                          |
| Landepiste     | 1067 m                     |
| Startstrecke   | 1646 m                     |
| Kaufpreis      | $ 27 Mio.                  |
| Besatzung      | 2 (Pilot/Copilot)          |
| Betriebskosten | ?                          |
| Triebwerke     | 2 × Pratt & Whitney PW810C |

### Massenangaben
Die Massenangaben sind bisher noch nicht bekannt.

### Leistungen
| Max. Reisegeschwindigkeit | 904 km/h                |
| Max. Reichweite           | 7408 km                 |
| Dienstgipfelhöhe          | 45.000 ft (13.716 m)    |
| Schub                     | 2 × 39,28 kN (8830 lbs) |